# Jin Sun-yu
Jin Sun-yu (Koreaans: 진선유) (Daegu, 17 december 1988) is een Zuid-Koreaans voormalig shorttrackster.

## Carrière
Tijdens de Olympische Winterspelen 2006 in Turijn won Jin goud op de 1000 en 1500 meter en op de 3000 meter aflossing met het Zuid-Koreaanse team. Hierdoor werd ze de eerste atleet uit Korea met drie medailles tijdens één Olympiade. Ahn Hyun-soo herhaalde deze prestatie een half uur later bij de mannen.
In 2005 (Peking), 2006 (Minneapolis) en 2007 (Milaan) won ze de individuele wereldtitel shorttrack bij de dames. Ook won ze de 1000 meter bij het shorttrack op de Aziatische Winterspelen 2007. In de periode 2005–2008 behaalde ze ook goede resultaten voor de wereldbeker shorttrack.

## Persoonlijke records
| Afstand    | Tijd     | Datum      | Baan        | Land |
| ---------- | -------- | ---------- | ----------- | ---- |
| 500 meter  | 44,420   | 04-01-2006 | Minneapolis | USA  |
| 1000 meter | 1.30,037 | 13-11-2005 | Bormio      | ITA  |
| 1500 meter | 2.20,411 | 03-11-2005 | Peking      | CHN  |
| 3000 meter | 5.04,798 | 24-10-2004 | Harbin      | CHN  |

1994: Chun Lee-kyung ·
1998: Chun Lee-kyung ·
2002: Yang Yang (A) ·
2006: Jin Sun-yu ·
2010: Wang Meng ·
2014: Park Seung-hi ·
2018: Suzanne Schulting ·
2022: Suzanne Schulting
2002: Ko Gi-hyun ·
2006: Jin Sun-yu ·
2010: Zhou Yang ·
2014: Zhou Yang ·
2018: Choi Min-jeong ·
2022: Choi Min-jeong
1992: Cutrone, Daigle, Lambert, Perreault ·
1994: Chun, Kim S.-h., Kim Y.-m., Won ·
1998: An, Chun, Kim, Won ·
2002: Choi E.-k., Choi M.-k., Joo, Park ·
2006: Byun, Choi, Jeon, Jin, Kang ·
2010: Sun, Wang, Zhang, Zhou ·
2014: Cho, Kim, Kong, Park, Shim ·
2018: Choi, Kim A.-l., Kim Y.-j., Lee, Shim ·
2022: Van Kerkhof, Poutsma, Schulting, Velzeboer
1976: Celeste Chlapaty · 
1977: Brenda Webster · 
1978: Sarah Docter · 
1979: Sylvie Daigle · 
1980: Miyoshi Kato · 
1981: Miyoshi Kato · 
1982: Maryse Perreault · 
1983: Sylvie Daigle · 
1984: Mariko Kinoshita · 
1985: Eiko Shishii · 
1986: Bonnie Blair · 
1987: Eiko Shishii · 
1988: Sylvie Daigle · 
1989: Sylvie Daigle · 
1990: Sylvie Daigle · 
1991: Nathalie Lambert · 
1992: Kim So-hee · 
1993: Nathalie Lambert · 
1994: Nathalie Lambert · 
1995: Chun Lee-kyung · 
1996: Chun Lee-kyung · 
1997: Chun Lee-kyung/Yang Yang (A) · 
1998: Yang Yang (A) · 
1999: Yang Yang (A) · 
2000: Yang Yang (A) · 
2001: Yang Yang (A) · 
2002: Yang Yang (A) · 
2003: Choi Eun-kyung · 
2004: Choi Eun-kyung · 
2005: Jin Sun-yu · 
2006: Jin Sun-yu · 
2007: Jin Sun-yu · 
2008: Wang Meng · 
2009: Wang Meng · 
2010: Park Seung-hi · 
2011: Cho Ha-ri · 
2012: Li Jianrou · 
2013: Wang Meng · 
2014: Shim Suk-hee · 
2015: Choi Min-jeong · 
2016: Choi Min-jeong · 
2017: Elise Christie ·
2018: Choi Min-jeong ·
2019: Suzanne Schulting ·
2021: Suzanne Schulting ·
2022: Choi Min-jeong